# Libellula angelina
Libellula angelina és una espècie de libèl·lula pertanyent a la família Libellulidae.

## Descripció
- El color varia des del daurat fins al marró rovellat. Té una franja fosca al centre de l'abdomen i un patró distintiu de marques fosques a les ales.
- L'abdomen és, relativament, curt i ample.
- El cos és notablement més curt que la seua envergadura alar.[2]

## Hàbitat
Viu als llacs i aiguamolls d'aigua dolça.

## Distribució geogràfica
Es troba al centre i el nord de la Xina, el Japó (Honshu, Shikoku, Kyushu, etc.), Corea del Nord i Corea del Sud.

## Estat de conservació
Està amenaçada d'extinció per la destrucció i degradació del seu hàbitat natural (especialment, l'expansió urbana), la desaparició dels herbassars (els quals són emprats com a refugi per les femelles i els mascles immadurs) i la introducció d'espècies exòtiques (com ara, el cranc de riu americà -Procambarus clarkii-, la perca americana -Micropterus salmoides- i el coipú -Myocastor coypus-) que la depreden directament o es nodreixen de les plantes aquàtiques que li són vitals per a subsistir. En el cas específic del Japó, se la considera un tresor natural i gaudeix de la protecció del Ministeri de Medi Ambient d'ençà de l'any 1993, la qual cosa comporta que la seua captura està prohibida per llei però no així la salvaguarda del seu hàbitat.